# Jáchym Bulín
Jáchym Bulín (ur. 9 września 1934 w Hirschbergu, zm. 25 maja 2021 w Falun) – czechosłowacki skoczek narciarski, a następnie trener tej dyscypliny sportu, olimpijczyk (1956), dwukrotny mistrz Czechosłowacji.

## Życiorys
Urodził się w Hirschbergu (obecnie Jelenia Góra), jednak po zakończeniu II wojny światowej wraz z rodziną przeprowadził się do Harrachova, gdzie zaczął uprawiać skoki narciarskie najpierw w klubie LTBK Nový Svět, a następnie w Tatranie i Jiskrze Harrachov. Od 1954 trenował wspólnie z Miloslavem Bělonožníkiem. Dwukrotnie zdobywał tytuł mistrza Czechosłowacji w skokach narciarskich – w 1959 w Szpindlerowym Młynie i rok później w Bańskiej Bystrzycy.
Trzykrotnie brał udział w Turnieju Czterech Skoczni, najlepsze wyniki osiągając w szóstej edycji tej imprezy, gdy zajął 13. lokatę w klasyfikacji generalnej, a w niemieckiej części rywalizacji plasował się w pierwszej „dziesiątce” (szósty w Oberstdorfie i dziewiąty w Garmisch-Partenkirchen). W 1960 był trzeci w klasyfikacji końcowej Turnieju Czeskiego.
W 1956 wystąpił na zimowych igrzyskach olimpijskich, zajmując 29. lokatę w rywalizacji indywidualnej. Znalazł się również w składzie reprezentacji Czechosłowacji na igrzyska w Squaw Valley, jednak przed zmaganiami olimpijskimi doznał kontuzji i nie pojechał na te zawody, a wkrótce potem zakończył swoją karierę zawodniczą.
Został następnie trenerem skoków. W 1970 objął po Zdenku Remsie reprezentację Czechosłowacji, z którą między innymi zdobywał medale mistrzostw świata w narciarstwie klasycznym czy lotach narciarskich (w drugiej z tych imprez w 1975 po tytuł mistrzowski sięgnął Karel Kodejška). W 1978, z polecenia przedstawicieli Komunistycznej Partii Czechosłowacji, stracił posadę trenera kadry na rzecz Jiříego Raški. Przyjął wówczas propozycję prowadzenia reprezentacji Szwecji, wyjeżdżając na stałe do tego kraju. W nim również osiągał sukcesy prowadząc między innymi Jana Boklöva czy Staffana Tällberga. Mieszkał w Szwecji do swojej śmierci w maju 2021.